# Axelsberg

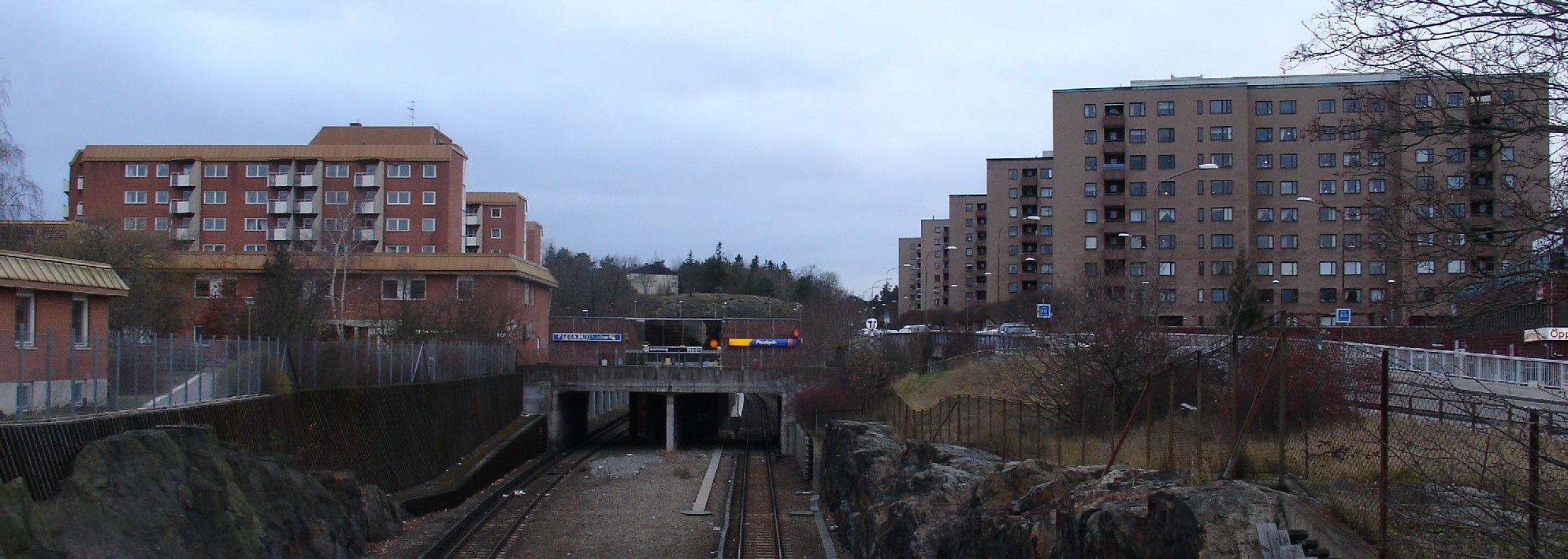
Widok ogólny ze Stjernströms Väg

Axelsberg – powierzchniowa stacja sztokholmskiego metra, leży w Sztokholmie, w Söderort, w dzielnicy Hägersten-Liljeholmen, w części Hägersten, w Axelsbergu. Na czerwonej linii metra T13, między Mälarhöjden a Örnsbergiem. Dziennie korzysta z niej około 2 200 osób.
Stacja znajduje się u wyjścia z tunelu, równolegle do Selmedalsvägen. Posiada jedno wyjście zlokalizowane przy na rogu Selmedalsvägen i Axelsbergs Torg. 
Otworzono ją 16 maja 1965 jako 60. stację w systemie, wraz z odcinkiem Örnsberg-Sätra. Posiada jeden peron. Stacja została zaprojektowana przez Magnusa Ahlgrena (Ahlgren-Olsson-Silow Arkitektkontor genom).

## Sztuka
- 3-4-metrowa nazwa stacji, każda litera tworzy oddzielną rzeźbę wykonaną z betonu, szkła, żelaza czy piaskowca, Leif Bolter, Veine Johansson, Inga Modén, Gösta Wessel, 1983
- Kafelkowe ściany i wykończenia z czarnego granitu, Gösta Wessel, 1999

## Czas przejazdu
| Linia | Stacja   | Czas przejazdu | Stacja                                                    | Czas przejazdu                    |
| T13   | Ropsten  | 25 min         | Liljeholmen Slussen Gamla stan T-Centralen Östermalmstorg | 7 min 13 min 15 min 17 min 19 min |
| T13   | Norsborg | 19 min         | Liljeholmen Slussen Gamla stan T-Centralen Östermalmstorg | 7 min 13 min 15 min 17 min 19 min |

## Otoczenie
W otoczeniu stacji znajdują się:
- Klubbacken
- Hägerstenshamnens skola
- Hägerstenshamnen